# Dicranocnemus nudus
Dicranocnemus nudus är en skalbaggsart som beskrevs av Schein 1958. Dicranocnemus nudus ingår i släktet Dicranocnemus och familjen Melolonthidae. Inga underarter finns listade i Catalogue of Life.